# 石井いさみ
石井 いさみ（いしい いさみ、本名：石井 勇巳〈読み同じ〉、1941年12月8日 - 2022年9月17日）は、日本の男性漫画家。

## 経歴・人物
生家は建築設計業。東京都立蔵前工業高等学校卒業。
高校在学時の1957年、『たけうま兄弟』（講談社『少年クラブ』）でデビュー。
代表作はサッカー漫画の『くたばれ!!涙くん』（小学館『週刊少年サンデー』1969年）と、ナナハンを中心とする各種バイクと青春を題材にした『750ライダー』（秋田書店『週刊少年チャンピオン』1975年）。デビュー当時からバイク好きのカミナリ族で、後にプロレーサーとなった酒井正も友人であったことから描かれた後者はヒット作となり、9年間にわたって連載された。単行本は50巻まで発売されている。
デビュー当時は牧歌的な児童漫画を描いていたが、1960年代後半から1970年代にかけては熱血や根性をテーマとした劇画系の作風で、不良少年の描写に長けた作家だった。当時、『週刊少年サンデー』の担当編集者の一人であった白井勝也は、編集長には「石井いさみさんを『少年サンデー』のちばてつやにするんだ」と期待されていたが、「石井いさみさんは都会人だからスタイリッシュで、梶原さんのプロレスの技なんかをちゃんと描けないんだよね。いちばん読者の見たいところをベタ1色とかにしちゃうから、人気も出なくて。」と証言している。
そのこともあってか、昭和50年代に入ると『750ライダー』の作風の変化に象徴されるように、明朗な青春ドラマ系の作風へシフトしていく。かつて『COM』でイラストポエムの連載も行っていたことから、元々、資質としては持ち合わせていたのだが、絵柄も大幅に変化したことから、困惑した愛読者も多かったようである。もっとも、後年の『劇画 人間革命』では劇画調の絵柄へ回帰しており、仕事ごとに絵柄を使い分けている。
石井の兄が真樹日佐夫の同級生で、幼馴染の関係であったことから、真樹の兄である梶原一騎とも交流が深く、『野獣の弟』『ケンカの聖書』でコンビを組んだこともある。また『新巨人の星』の開始にあたっても、作画者として熱心に誘われたが、『750ライダー』の作風が変化しつつあったため、結局引き受けず、作画者は前作と同じく川崎のぼるとなった。しかし、近所に住んでいたこともあり、梶原兄弟とは後年まで頻繁に飲みに行く仲であった。
1971年から2002年まで、聖教新聞社での仕事が長く続いた。これは聖教新聞社社会部記者である渡辺紀大が「渡あきら」のペンネームで原作を担当していたためで、石井自身は創価学会員ではない。渡辺は1970年に入社、2006年に退社しており、キャリアの大半で石井とコンビを組んでいたことになる。
2022年9月17日、急性心不全により80歳で死去。

## あだち充との関係
漫画家のあだち充はデビュー当時、石井のアシスタントで主に『くたばれ!!涙くん』の作画を行っていた。石井もインタビューで「最後のほうは彼（あだち充）にほとんど描かせたくらい、それくらいキャラクターもそっくりに描いてくれました」と述べている。そのため、『牙戦』などの初期作品で用いられた劇画系の絵柄は『週刊少年サンデー』時代の石井の影響を強く受けているが、石井もあだちも1975年以降はそれまでの劇画調の絵柄からソフトタッチな作風へ変化しており、師匠と弟子が同時期に作風を大きく変えている。
なお、充の兄であるあだち勉が1980年代前半に描いた『実録あだち充物語』では「かつては二枚目であった充の師匠」と描写され、あだち充が作品監修している、ありま猛『あだち勉物語 〜あだち充を漫画家にした男〜』でも、石井が担当編集者の武居俊樹に充を紹介し、独立を促した描写がある。

## 主な作品リスト
- たけうま兄弟　（1957年） 少年クラブ　講談社
- 3ちゃん選手　（1960年 - 1962年）　日の丸　集英社
- 海の次男坊　（1963年）　きんらん社[注 3]
- のら犬の丘　（1968年5月号 - 1970年12月号）　原作：真樹日佐夫　月刊まんが王　秋田書店
- くたばれ!!涙くん　（1969年7号 - 1970年45号）　週刊少年サンデー　小学館 - 石井の初期代表作で人気作品だったが、梶原一騎の要望で『ケンカの聖書』の作画が決定したため、終了となった。連載初期は原作に若林一郎のクレジットが入っているが、降板後はノンクレジットで辻真先、佐々木守が原作を担当している[6]。
- たいよう先生　（1968年12月号[7] - 3月号[8]、1969年4月号[9] - 9月号[10]） 原作：梶原一騎　小学一年生、小学二年生　小学館
- モーレツ!巨人　（1969年 - 1970年）　報知新聞　報知新聞社
- 傷だらけの挑戦　（1969年42号 - 44号）　原作：辻真先　少年キング　少年画報社
- 野獣の弟　青春編　（1970年）　原作：梶原一騎　中一コース　学研
- ケンカの聖書　（1971年1号 - 53号）　原作：梶原一騎　週刊少年サンデー　小学館
- 野獣の弟　怒涛編　（1971年）　原作：梶原一騎　中二コース　学研
- みちょれ！太陽　（1971年）　原作：渡あきら[注 4]　聖教新聞社
- 青い鳥の伝説　（1972年6号 - 39号）　週刊少年サンデー　小学館
- 竜が斬る！　（1972年45号 - 1973年26号）　原作：佐々木守　週刊少年サンデー　小学館
- 番長エース　(1972年49号 - 1973年25号）　週刊少年チャンピオン　秋田書店
- 750ロック　（1973年43号・1974年3号・18号）　週刊少年サンデー　小学館
- すてごろ専科　（1973年52号 - 1974年20号）　原作：真樹日佐夫　週刊少年チャンピオン　秋田書店
- 四角い青空　（1974年7号 - 1975年20号）　週刊少年キング　少年画報社
- 高校悪名伝　（1974年 - 1976年）　パワァコミック　双葉社
- さよなら天使（1975年8月号)　月刊プリンセス　秋田書店
- 750ライダー　（1975年41号 - 1985年7号）　週刊少年チャンピオン　秋田書店　全50巻
- 一本足のバラード　（1976年4月号 - 1977年2月号）　月刊ジャイアンツ　報知新聞社
- 風とオレたち　（1977年8月号 - 1982年6月号）　Mr.Bike　モーターマガジン社[注 5]
- ざくろの花　（1975年 - 1979年）　原作：渡あきら　聖教新聞社
- 明日に向かって投げろ!　（1980年 - 1986年）原作：　渡あきら　小学生文化新聞　聖教新聞社
- 渡るべき多くの河　（1982年4月5日増刊号 - 1983年2月1日増刊号）　原作：片岡義男　週刊少年チャンピオン増刊 ヤングチャンピオン　秋田書店[注 6]
- 走れ!!美穂　（1984年）　原作：渡あきら　聖教新聞　聖教新聞社
- チック・タク　（1985年36号 - 1986年23号）　週刊少年チャンピオン　秋田書店
- あいつにストライク　（1987年4月 - 1988年2月）　毎日中学生新聞　毎日新聞社
- 劇画 人間革命　（1988年 - 2002年）　原作：池田大作　脚色：渡あきら　聖教新聞　聖教新聞社　全56巻
- NHK総合『あの歌がきこえる』　第1回（2006年4月5日放送）、最終回（2007年3月14日放送）

## アシスタント
- あだち充
- 門井文雄[11]
- 蝦名いくお
- 野崎泰
- みながわまさゆき[12]